# (4876) Strabo
(4876) Strabo es un asteroide que forma parte del cinturón de asteroides y fue descubierto el 29 de septiembre de 1973 por Ingrid van Houten-Groeneveld, Cornelis Johannes van Houten y Tom Gehrels desde el observatorio del Monte Palomar, Estados Unidos.

## Designación y nombre
Strabo fue designado inicialmente como 1133 T-2.
Más tarde, en 1992, se nombró en honor del greógrafo griego Estrabón.

## Características orbitales
Strabo orbita a una distancia media del Sol de 2,909 ua, pudiendo acercarse hasta 2,833 ua y alejarse hasta 2,984 ua. Tiene una inclinación orbital de 1,3 grados y una excentricidad de 0,02584. Emplea en completar una órbita alrededor del Sol 1812 días.

## Características físicas
La magnitud absoluta de Strabo es 12,8.